# 潘傑希爾省
潘傑希爾省（字面意思：五獅之省）位於阿富汗中部偏北，與巴達赫尚省、巴格蘭省、努爾斯坦省、卡比薩省、拉格曼省、帕爾旺省、塔哈爾省等省份相鄰，总面积3,610平方公里。潘傑希爾省成立于2004年4月，下辖7个县，省會巴薩拉克市。
在2021年塔利班攻勢中，潘傑希爾省、巴格蘭省以及帕爾旺省是全國少數沒被塔利班直接攻陷的地區；2021年8月，塔利班重新控制阿富汗大部後，阿富汗副總統阿姆魯拉·薩利赫率國民軍殘部退守潘傑希爾山谷組織抵抗運動。

## 外部連結
- Panjshir Province （页面存档备份，存于） by the Naval Postgraduate School
- Panjshir Province （页面存档备份，存于） by the Institute for the Study of War
- （页面存档备份，存于） by Clarksville Online